# Бхававивека
Бхававивека, Бхавья (санскр. bhavyaviveka, bhavya, кит. qīngbiàn 清辨 «„Цинбянь“», вьет. Thanh Biện, ? — 686 н. э.) — индийский мыслитель, представитель и основатель одной из школ поздней мадхьямаки, буддийский монах, последователь Нагарджуны и комментатор его работ, творчески развивший содержащееся в них наследие. Сформулировал позиции школы Мадхъямака-Сватантрика в противовес школе Прасангака и работам Буддхапалиты. В дальнейшем Чандракирти в своих трудах отстаивал положения прасангики, опровергая Бхававивеку.
Бхававивека находился, по мнению некоторых исследователей, под косвенным влиянием школы Дигнаги, сформулировавшим логику Йогачары. Как логик Бхававивека выделяется прежде всего своим различением двух типов отрицания — не допускающего и допускающего альтернативное утверждение. Он исследовал также соотношение двух уровней истины -«практической» (вьявахарика-сатья) и «конечной» (парамартхика-сатья), которые называются также относительной и абсолютной.

## Сочинения
Сочинения Бхававивека дошли до нас в китайских и тибетских переводах.

### Мадхъямакахридая-карика (Стихи о сердцевине мадхьямики) с автокомментарием Таркаджвала
Трактат Мадхъямакахридая-карика (Стихи о сердцевине мадхьямики) с автокомментарием Таркаджвала (Острие логики). — трактат из 11 глав, 930 стихов, исследующий два уровня истины, в дискуссии с брахманистскими школами, в частности со школой веданта.

### Праджняпрадипа (Светильник мудрости)
Праджняпрадипа (Wylie: shes rab sgron ma; or shes rab sgron me), также Джанандеепа или Мадхъямакаратнапрадипа (Светильник драгоценности Мадхъямаки) — полный комментарий к основному сочинению Нагарджуны Муламадхьямикакарика. Санскритский текст не сохранился за исключением пары цитат в сочинении Прасаннапада, Комментарии Чандракирти к Муламадхьямикакарика Нагарджуны содержут критику Праджняпрадипы. В трактате разъясняется, что вещи не могут возникать из самих себя. Доказательство проводится через опровержение позиции оппонента (от противного). В качестве оппонентов выступают школа санкхья. Делается также попытка опровергнуть и учения вайшешики и ньяи об Атмане.

### Караталаратна (Драгоценность в руке)
Изложение доктрины Мадхъямаки с позиции Бхававивеки. Тезисы выражены в первых двух стихах: «Поистине, обусловленные дхармы пусты как мираж (майя), поскольку появляются вследствие условий, а необусловленные нереальны, ибо не могут быть произведены подобно небесному цветку» (перевод Ж.Мея), и далее вывод, что в результате Пустотность (шуньята) вещей становится логически обоснованной, а конечная истина доступной рациональному дискурсу. (цитируется по энциклопедии «Кругосвет»)

## Спор с Буддапалитой
См. подробно Геше Джампа Тинлей. Ум и пустота.
Обращаясь к сторонникам Буддхапалиты, Бхававивека говорил: «Возьмём змею и веревку. Если вы назовёте эту верёвку змеёй, ужалит ли она вас? Нет. Почему? Потому что у верёвки нет собственных характеристик змеи. Но змея обладает собственными характеристиками змеи. Поэтому если вы назовёте змею змеёй, она будет выполнять функции змеи. Если же, как вы утверждаете, всё существует только номинально, следовательно, можно называть что угодно как угодно. Тогда вы назовёте Сансару Нирваной, и Сансара превратится в Нирвану».